# Diễn Lộc
Diễn Lộc là một xã thuộc huyện Diễn Châu, tỉnh Nghệ An, Việt Nam.

## Địa lý
Xã Diễn Lộc cách thị trấn Diễn Châu khoảng 6 km về phía nam, có địa giới hành chính:
- Phía đông giáp xã Diễn Thịnh
- Phía tây giáp các xã Diễn Thọ và Diễn Phú
- Phía nam giáp xã Diễn An
- Phía bắc giáp xã Diễn Tân.

Xã có diện tích 7,02 km², dân số năm 1999 là 6.288 người, mật độ dân số đạt 896 người/km².

## Lịch sử
Xã Diễn Lộc được thành lập vào năm 1953, trước đó là một phần xã Tân Nho, huyện Diễn Châu.
Xã này nằm bên tuyến kênh Nhà Lê, là tuyến đường thủy đầu tiên trong lịch sử Việt Nam từ kinh đô Hoa Lư đến Đèo Ngang và được xem là tuyến đường Hồ Chí Minh trên sông vì những đóng góp cho các cuộc chiến tranh của người Việt.

## Doanh Nhân
- Phan Đình Trạc Chủ Tịch Tỉnh Nghệ An, Nguyên Giám Đốc Công An Tỉnh Nghệ An.

## Khu Công Nghiệp
Xã Diễn Lộc Có Khu công nghiệp Thọ Lộc Nằm Khu B của dự án có diện tích khoảng 217,5 ha: có vị trí nằm phía Tây Khu kinh tế (KKT) Đông Nam, thuộc địa bàn các xã Diễn Lộc và xã Diễn Phú, huyện Diễn Châu - tỉnh Nghệ An.